# Bingöl Dağları
Bingöl Dağları és un massís muntanyós de Turquia al sud d'Erzurum, que s'estén per les províncies d'Erzurum, Muş i Bingöl.
La seva muntanya més alta és el Demir o Timur Kale ('Fortalesa de Ferro'), a la part oriental, l'altitud del qual varia considerablement segons les fonts entre 3.690 metres i 2.977 metres; a la part occidental inclou el Toprak Kale ('Fortalesa de Terra') d'altura molt lleugerament inferior al Timur Kale. El massís inclou gran nombre de petits llacs (per això el nom de Bingöl = 'Mil Llacs'). En aquestes muntanyes neixen els rius Araxes (Aras), Tuzla Su (afluent de l'Eufrates), Bingöl Su, Gönük Su, Carbughar Su i Khinis Su (els quatre darrers afluents del Murad Su).
En època clàssica les muntanyes foren anomenades com Abos Mons. Els armenis les anomenaven Srmanc (grec Σερμάντου). El nom àrab es desconeix, ja que no és indicat per cap geògraf tot i que foren teatre de lluites entre romans d'Orient i hamdànides al segle x, especialment el lloc de Hafdjidj (armeni Havcic), a les fonts de l'Araxes. En aquestes muntanyes vivien els Kizil Bash.